# Thược dược California
Thược dược California (danh pháp hai phần: Paeonia californica) là một loài thực vật trong họ Paeoniaceae. Đây là loài có nguồn gốc từ Bắc Mỹ. Nó là đặc hữu cho phía tây nam California, Hoa Kỳ, nơi nó mọc trên các sườn đồi khô chà hiền nhân và cộng đồng ven biển Chaparral của các dãy núi ven biển của miền Nam và Trung California, thường là cây tầng dưới.
Nó đôi khi được coi là một phân loài của loài Paeonia khác có nguồn gốc từ Bắc Mỹ, Paeonia brownii.